# Atherinella panamensis
El pejerrey panameño (Atherinella panamensis), es una especie de pez marino actinopterigio. Es pescado sólo en pesca artesanal de subsistencia.

## Morfología
Con el cuerpo característico de otros miembros de su familia, color plateado, la longitud máxima descrita es de 11 cm.

## Distribución y hábitat
Se distribuye por la costa oriental del océano Pacífico, desde el golfo de Panamá hasta la costa de Colombia, donde no parece que su población esté amenazada.
Es una especie de agua marina tropical, de hábitat nerítico-pelágico. Forma bancos en las aguas costeras, a unos 10 metros de profundidad.